# Atomstreitkraft
Mit Atomstreitkraft ist im Allgemeinen die Militärmacht einer Nation gemeint, die in Kombination mit den klassischen Teilstreitkräften zu Lande, zu Wasser und in der Luft eine Atommacht darstellt, welche den Einsatz von Atomwaffen ermöglicht bzw. ein entsprechendes Potential als Abschreckung gegen mögliche Feinde unterhält.

## Infrastruktur
Hierzu halten die Atommächte jeweils permanent einsatzfähige militärische Einrichtungen in Betrieb, die einer größeren Sicherheitsstufe unterliegen. Zugleich verfügen Atomstreitkräfte über kürzere Befehlsstrukturen, um ihre Einsatzbereitschaft durch einen Oberbefehlshaber in kürzester Zeit herbeiführen zu können.
Zur Aufrechterhaltung einer Atomstreitkraft müssen die Atommächte neben Fachpersonal auch hohe Betriebskosten einkalkulieren, die entsprechenden Einrichtungen unter besonderen Schutz stellen und zudem permanent warten.
Moderne Atomstreitkräfte verteilen ihr Atomwaffen-Arsenal auf mehrere Trägersysteme und mobile Einheiten. Ihr Abschreckungspotential stützt sich dann auch darauf, dass nicht alle eigenen Trägersysteme zerstört werden können und dadurch ein atomarer Gegenangriff möglich ist, die sogenannte Zweitschlagskapazität.
Moderne Trägersysteme können neben landgestützten Interkontinentalraketen (ICBM) auch Atom-U-Boote, Bomberflugzeuge und Kampfflugzeuge sein, die mit entsprechenden Atomwaffen bestückt werden können.
Im Folgenden werden die bekannten Atomstreitkräfte mit Daten und Einsatzmöglichkeiten durch verschiedene Trägersysteme aufgelistet.

## Atommächte

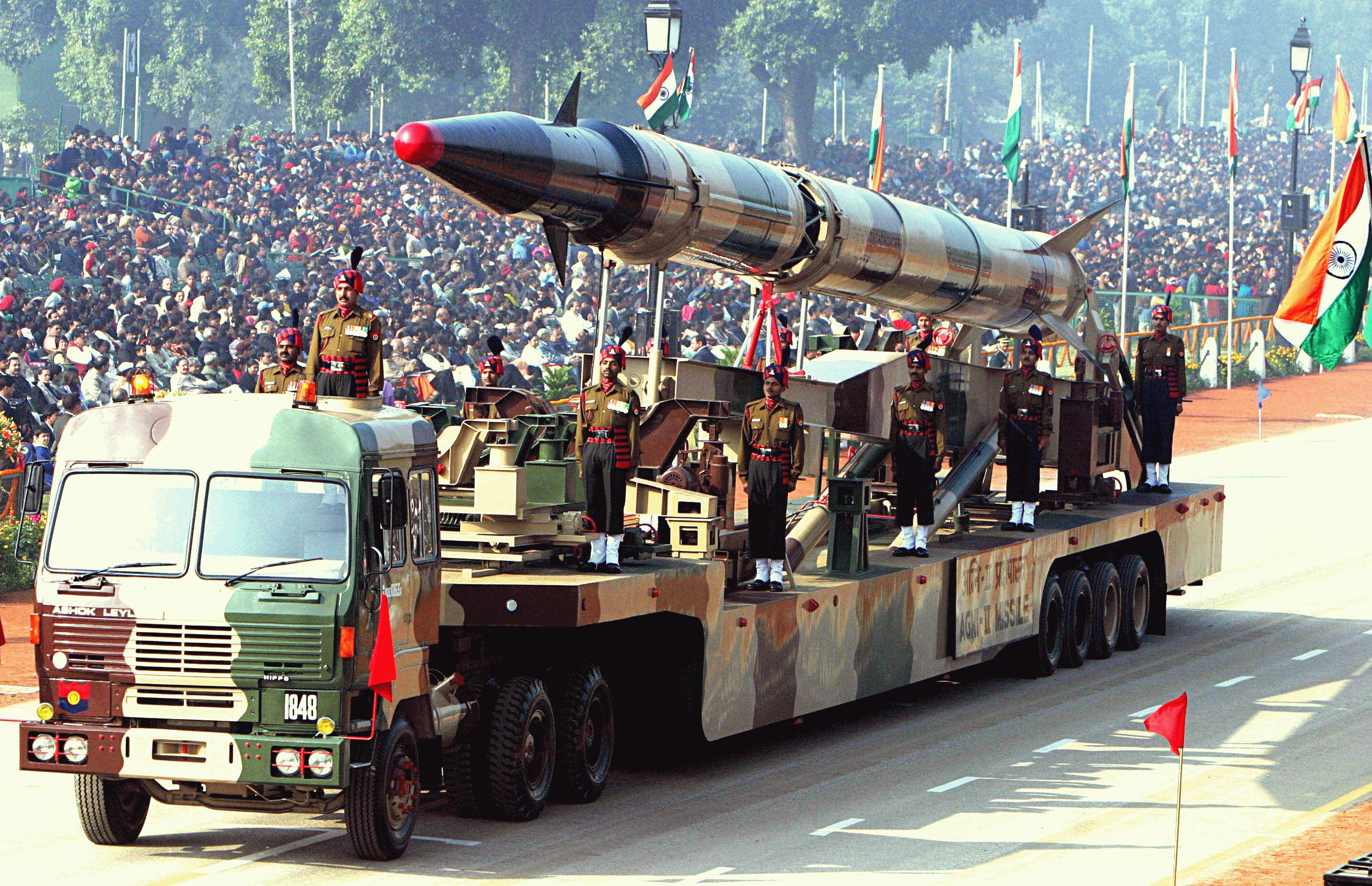
Eine indische Agni-II-Mittelstreckenrakete (IRBM) bei der Militärparade zum Nationalfeiertag 2004

Hinweis: Die folgende Tabelle enthält sowohl alle Staaten, die im Atomwaffensperrvertrag (NVV) als Staaten genannt sind, die über Atomwaffen verfügen, als auch sogenannte „Faktische Atommächte“, die entweder im Atomwaffensperrvertrag nicht als Staaten mit Atomwaffen aufgeführt sind oder dem Vertrag nicht beigetreten sind, jedoch nach als gesichert geltenden Erkenntnissen über Atomwaffen verfügen.
| Land                              | Kernsprengköpfe b |
| --------------------------------- | ----------------- |
| Nach Atomwaffensperrvertrag (NVV) |                   |
| Sowjetunion / Russland            | 5.977             |
| Vereinigte Staaten                | 5.428             |
| Volksrepublik China               | 350               |
| Frankreich                        | 290               |
| Vereinigtes Königreich            | 225               |
| Nicht-NVV                         |                   |
| Pakistan                          | 165               |
| Indien                            | 160               |
| Nordkorea                         | 20                |
| Andere (Nicht-NVV, Vermutet)      |                   |
| Israel                            | 80                |

## Umfang der Atomstreitkräfte nach  NVV

### US-Atomstreitkräfte
Die strategische Bomberflotte ist der älteste Bestandteil der nuklearen Abschreckung der USA und ist seit den Kernwaffeneinsätzen gegen Japan mit dieser Aufgabe betraut. Die USA betreiben weiterhin ein Arsenal von 451 Minuteman-III-Interkontinentalraketen. Die US Air Force hat außerdem etwa 400 taktische Kernwaffen. Dies sind Bomben vom Typ B61-3 und B61-4. Die Bomben können von F-15, F-16 und Panavia Tornado Jagdbombern abgeworfen werden.

### Russische Atomstreitkräfte

#### Submarine-launched ballistic missile(U-Boot-gestützte ballistische Raketen)
13 Ship Submersible Ballistic Nuclear (SSBN) mit insgesamt 172 Raketen und 612 Sprengköpfen (StandJanuar 2009), davon:
- 5 U-Boote des Typs Projekt 667BDR mit 76 RSM-50 (SS-N-18 Stingray) und je 3 Sprengköpfen
  - U-Boote: K-44 Rjasan, K-211 Petropawlowsk-Kamtschatski, K-223 Podolsk, K-433 Svyatoy Georgiy Pobedonosets und K-506 Selenograd (Pazifikflotte). Davon offenbar zwei U-Boote im Prozess der Außerdienststellung.
- 6 U-Boote des Typs Projekt 667BDRM mit 96 RSM-54 Stineva (SS-N-23 Skiff) und je 4 Sprengköpfen
  - U-Boote: K-51 Werchoturje, K-84 Jekaterinburg, K-114 Tula, K-117 Brjansk und K-407 Nowomoskowsk (alle Nordflotte). Die K-18 Karelia wird derzeit überholt.
- 1 U-Boot: TK-208 Dmitri Donskoi der Typhoon-Klasse (Projekt 941), nach Überholung geplant für die Ausstattung mit RSM-56 Bulawa (SS-N-32)-Raketen mit maximal 6 Sprengköpfen.
- 1 U-Boot: Juri Dolgoruki der Borei-Klasse (Projekt 955), geplante Ausstattung mit 16 RSM-56 Bulawa-Raketen. Zwei weitere U-Boote der Klasse befinden sich im Bau: Aleksandr Newski und Wladimir Monomach.

#### Strategische Raketentruppen (RWSN)
Die RWSN wurden am 24. März 2001 durch ein Dekret des russischen Präsidenten gegründet. Aktuell ist, nach mehreren erfolgreichen Testabschüssen, die Umrüstung von alten R-36M/UR-100N auf die entwickelte R-24 (SS-27 Mod.2) geplant. Die Mannschaftsstärke der Strategischen Raketentruppen beträgt derzeit 120.000 Mann, zwei Drittel davon Militärangehörige, der Rest zivile Angestellte. Befehlshaber der RWSN ist seit dem 22. Juni 2010 Generalleutnant Sergei Wiktorowitsch Karakajew.
Im Januar 2009 haben die strategischen Raketentruppen 385 Interkontinentalraketen mit insgesamt 1357 Sprengköpfen in drei Raketenarmeen einsatzbereit.
- 68 silobasierte Interkontinentalraketensysteme vom Typ R-36MUTTH/R-36M2 (SS-18 Satan) mit je 10 Sprengköpfen bzw. insgesamt 680 Sprengköpfen. Disloziert auf dem Raketenstützpunkt Dombarowski bei Jasny und in Solnetschny nahe Uschur
- 72 silobasierte Interkontinentalraketensysteme UR-100NUTTH bzw. RS-18 (SS-19 Stiletto) mit je 6 Sprengköpfen (= 432 Sprengköpfe). Stationiert bei Koselsk und Tatischtschewo.
- 180 mobile Interkontinentalraketensysteme RT-2PM Topol (SS-25 Sickle) mit je einem Sprengkopf (= 180 Sprengköpfe). Stationierungsräume: Teikowo, Joschkar-Ola, Nischni Tagil, Nowosibirsk, Irkutsk, Barnaul und Wypolsowo bei Surskoje.
- 50 silobasierte Interkontinentalraketensysteme RT-2PM2 Topol-M (SS-27 Sickle-B) mit je einem Sprengkopf in Tatischtschewo (Tatishchevo) (= 50 Sprengköpfe).
- 18 mobile Interkontinentalraketensysteme RT-2PM2 Topol-M (SS-27 Sickle-B) mit je einem Sprengkopf. Stationierungsraum: Teikowo.
- 3 mobile Interkontinentalraketensysteme RS-24. Stationierungsraum: Teikowo[2]

#### Strategische Luftwaffenkräfte
Die 37. Strategische Luftarmee der Fernfliegerkräfte mit 77 Bombern und bis zu 856 Langstrecken-Cruise-Missiles Ch-55 (NATO-Code: AS-15 Kent) oder Ch-15 (NATO-Code: AS-16 Kickback)
Hierzu gehören folgende Bomberflugzeuge:
- 31 Tupolew Tu-95MS6 (NATO-Code: Bear H6) mit einer Reichweite von 6.500 bis 10.500 Kilometern
- 32 Tupolew Tu-95MS16 (NATO-Code: Bear H16) mit einer Reichweite von 6.500 bis 10.500 Kilometern
- 14 Tupolew Tu-160 (NATO-Code: Blackjack) mit einer Reichweite von 10.500 bis 13.200 Kilometern

Die ungefähr 600 Flugzeuge vom Typ Su-24 (NATO-Code: Fencer) und Tu-22M (Backfire) zählen nicht zu den strategischen Luftwaffenkräften, können aber ebenfalls Nuklearbomben abwerfen.

#### Weltraumtruppen
Die Aufstellung der Weltraumtruppen erfolgte am 1. Juni 2001. Es wurde aus Teilen der Strategischen Raketentruppen und der Luftverteidigungskräfte zusammengestellt, die für den Abschuss und die Steuerung der Raketen vorgesehen sind.
| Stand                     | Anzahl Trägersysteme gesamt (ICBM, SLBM, schwere Bomber) | zugerechnete Sprengköpfe (ICBM, SLBM, schwere Bomber) | zugerechnete Sprengköpfe (ICBM, SLBM) | Sprengkraft in MT (ICBM und SLBM Sprengköpfe) |
| ------------------------- | -------------------------------------------------------- | ----------------------------------------------------- | ------------------------------------- | --------------------------------------------- |
| 1. Juli 2009              | 809                                                      | 3.897                                                 | 3.289                                 | 2.297,0                                       |
| 1. Januar 2009            | 814                                                      | 3.909                                                 | 3.239                                 | 2.301,8                                       |
| 1. Januar 2008            | 952                                                      | 4.147                                                 | 3.515                                 | 2.373,5                                       |
| 1. September 1990 (UdSSR) | 2.500                                                    | 10.271                                                | 9.416                                 | 6.626,3                                       |

|                                  | Träger | Träger | Träger | Sprengköpfe | Sprengköpfe | Sprengköpfe |
|                                  | 2000   | 2004   | 2009   | 2000        | 2004        | 2009        |
| -------------------------------- | ------ | ------ | ------ | ----------- | ----------- | ----------- |
| R-36M UTTH / M2 (SS-18 M4/M5)    | 180    | 120    | 68     | 1.800       | 1.200       | 680         |
| UR-100 NUTTH (SS-19)             | 150    | 130    | 72     | 900         | 780         | 432         |
| RT-23 silo (SS-24 M1)            | 10     | 0      | 0      | 100         | 0           | 0           |
| RT-23 mobil (SS-24 M2)           | 36     | 15     | 0      | 360         | 150         | 0           |
| RT-2PM Topol (SS-25)             | 360    | 312    | 180    | 360         | 312         | 180         |
| RT-2PM2 Topol M Silo (SS-27)     | 20     | 36     | 50     | 20          | 36          | 50          |
| RT-2PM2 Topol M mobil (SS-27 M1) | 0      | 0      | 15     | 0           | 0           | 15          |
| RS-24 Yars mobil (SS-27 Mod-X-2) | 0      | 0      | 0      | 0           | 0           | 0           |
| ICBM (gesamt)                    | 756    | 613    | 383    | 3.540       | 2.478       | 1.355       |
| R-39 UTTH (SS-N-20)              | 3/60   | 2/40   | 0      | 600         | 400         | 0           |
| R-29 RL (SS-N-18)                | 8/128  | 6/96   | 4/64   | 576         | 288         | 192         |
| R-29 RM (SS-N-23)                | 7/112  | 6/96   | 3/48   | 448         | 384         | 192         |
| R-29 RMU Sinewa (SS-N-23)        | 0      | 0      | 3/48   | 0           | 0           | 192         |
| RSM-56 Bulava (SS-N-X-30)        | 0      | (1/0)  | (2/0)  | 0           | 0           | 0           |
| SLBM (gesamt)                    | 18/348 | 14/232 | 10/160 | 1.576       | 1.072       | 576         |
| TU-95 MS6 (Bear H6)              | 29     | 32     | 32     | 174         | 192         | 192         |
| TU-95 MS16 (Bear H16)            | 34     | 32     | 31     | 544         | 512         | 496         |
| TU-160 (Blackjack)               | 6      | 14     | 14     | 72          | 168         | 168         |
| Bomber (gesamt)                  | 69     | 78     | 77     | 790         | 872         | 856         |
| A-135 ABM-System                 | 100    | k. A.  | 68     | 100         | k. A.       | 68          |
| S-300 SAM (SA-10)                | 1.100  | k. A.  | 630    | 1.100       | k. A.       | 630         |
| Luftwaffe – Taktische Bomber     | 400    | k. A.  | k. A.  | 1.600       | k. A.       | 650         |
| Marine – Marschflugkörper        | k. A.  | k. A.  | k. A.  | 500         | k. A.       | 700         |
| Marine – Jagdbomber              | 140    | k. A.  | k. A.  | 1.600       | k. A.       | 700         |
| Marine – U-Boot Bekämpfung       | k. A.  | k. A.  | k. A.  | 300         | k. A.       | 700         |
| taktische Waffen (gesamt)        | k. A.  | k. A.  | k. A.  | ca. 4.000   | k. A.       | 2.050       |
| strategisches Arsenal (gesamt)   | 1.173  | 923    | 620    | ca. 6.000   | ca. 4.422   | 2.787       |

### Britische Atomstreitkräfte (UK Nuclear Deterrent Forces)
Großbritannien setzt aktuell als einzige Atommacht ausschließlich auf seegestützte Systeme: 1998 wurden die letzten für den Einsatz durch Kampfflugzeuge bestimmten Atombomben ausgemustert. Großbritannien verfügt heute über vier ballistische Atom-U-Boote der Vanguard-Klasse, die im schottischen Faslane-on-Clyde stationiert sind. Jedes U-Boot kann mit maximal 16 Trident II D5 SLBM ausgestattet werden.
Großbritannien hat insgesamt 64 Trident-Raketen von den USA geleast. Von diesen sind noch 58 vorhanden, sechs wurden für Testflüge verwendet. Im Regelfall sind zu jedem Zeitpunkt zwei der vier U-Boote auf See im Einsatz; davon trägt nur eines tatsächlich Atomraketen. Ein drittes Boot befindet sich in Faslane-on-Clyde in Bereitschaft, während das vierte gewartet, repariert oder modernisiert wird. Diese Praxis geht auf den Beschluss der Regierung Blair aus dem Jahr 1998 zurück, nur noch jeweils ein U-Boot im Rahmen der nuklearen Abschreckungspolitik einzusetzen. Die Anzahl der Sprengköpfe wurde zuerst auf 48 Stück pro U-Boot begrenzt, später weiter auf 40 Stück.
Typischerweise trägt eine Trident-Rakete drei Sprengköpfe. Der britische Sprengkopf basiert auf der amerikanischen W76, ermöglicht aber das Wählen der Sprengkraft. Er kann mit 0,3 kt, 6 kt, 12 kt und 100 kt gezündet werden. Die britischen Trident-U-Boote sollen auch eine „sub-strategische“ Rolle erfüllen können, das heißt einige Raketen tragen wahrscheinlich nur einen Sprengkopf mit geringer Detonationsstärke für den Einsatz gegen Schurkenstaaten. Das britische Arsenal wurde 2021 auf etwa 225 Sprengköpfe geschätzt. 2021 sagte der britische Premierminister Boris Johnson, er werde das ursprüngliche Ziel für 2025 von 180 auf 260 Sprengköpfe erhöhen.
In Großbritannien galt es seit dem Aufbau der UK Nuclear Deterrent Forces als tabu, die hohen beim Aufbau entstandenen und die laufenden Kosten zu debattieren oder zu kritisieren. 2013, angesichts eines hohen Außenhandelsdefizits und einer enormen Staatsverschuldung, eröffnete die Koalition unter Premierminister David Cameron (Kabinett Cameron I) erstmals die Diskussion darüber.
Im Juli 2016, kurz nachdem Theresa May (Tories) Premierministerin geworden war, beschloss das britische Unterhaus mit großer Mehrheit, die vier U-Boote der Vanguard-Klasse sukzessive durch Neubauten (Dreadnought-Klasse) zu ersetzen. Die Kosten hierfür wurden auf bis zu 40 Milliarden Pfund (damals 48 Milliarden Euro) geschätzt. Seit einiger Zeit kommt es wiederholt zu Pannen und Zwischenfällen bei Tests von Atomraketen.

### Französische Atomstreitkräfte
Force de dissuasion nucléaire française ist die Eigenbezeichnung der französischen Atomstreitmacht. Im Kalten Krieg wurde die nukleare Bewaffnung der Streitkräfte beschlossen. 1960 führte Frankreich in Algerien seinen ersten Atomtest durch. Erste Teile der französischen Atomstreitmacht waren 1964 einsatzbereit. Das Hauptquartier befindet sich unterirdisch in Taverny bei Paris.
2008 verfügte Frankreich über ein luftgestütztes Nuklearpotential: 60 mit Kernwaffen bestückbare Mirage-2000N-Kampfflugzeuge (vgl. 300-kt-ASMP-Lenkwaffe) gegliedert in zwei Staffeln sind in Luxeuil-les-Bains (ca. 130 Kilometer südwestlich von Straßburg) stationiert, eine dritte nordwestlich von Marseille. Die Einsatzreichweite beträgt 1500 bis zu 2750 Kilometer je nach Waffenzuladung.
Als seegestützte Trägersysteme dienen atombetriebene U-Boote, die Force océanique stratégique (FOST), die mit SLBMs bestückt sind, u. a. die Triomphant-Klasse. Frankreich unterhält insgesamt vier sous-marin nucléaire lanceur d'engins (SNLE, deutsch: Atom-U-Boot mit Raketenstartrampen), von denen zwei ständig auf hoher See einsatzbereit gehalten werden. Jedes dieser U-Boote verfügt über 16 Raketen, gegenwärtig noch vom Typ M45 mit jeweils bis zu sechs autonomen Atomsprengköpfen (MIRV) und einer Reichweite von 6000 Kilometern. Die U-Boote erhalten ab 2010 den Typ M 51 mit einer Reichweite von 8000 Kilometern. Der Heimathafen der FOST ist die Île Longue vor Brest. Bei der FOST dienen rund 2300 Mann. Sie verfügt über rund die Hälfte des Haushalts der Force de dissuasion. Die Marine verfügt zudem über 24 Kampfflugzeuge vom Typ Dassault Super Étendard, die u. a. an Bord des Flugzeugträgers Charles de Gaulle stationiert sind. Sie sind mit atomar bestückbaren Luft-Boden-Raketen ausgerüstet.

### Chinesische Atomstreitkräfte
Die Volksrepublik China ist seit 1964 im Besitz von Atomwaffen und ist eine offizielle Atommacht. Am 16. Oktober 1964 erklärte die chinesische Regierung ihren Verzicht auf den Ersteinsatz und bestätigte diesen erneut am 5. April 1995 und im Juni 2005.
Die Marine der Volksrepublik China forciert derzeit den Aufbau einer strategischen U-Bootflotte mit der Typ 094 (Jin-Klasse) und plant ab 2010 deren Bestückung mit SLBM vom Typ (JL-2 (CSS-N-14)) mit Reichweiten von bis ca. 8000 Kilometern.
Derzeit verfügt die Volksbefreiungsarmee über 20 Interkontinentalraketen vom Typ Dong Feng 5 (DF-5A (CSS-4)) Mod 2 mit einer Reichweite bis 13.500 Kilometern sowie 20 Stück des Typs Dong Feng 4 (DF 4 (CSS-3)) mit einer Reichweite von 5500 Kilometern. Die neueren Interkontinentalraketen mit Festtreibstoff, die Dong Feng 31 (DF-31A (CSS-9)) mit drei bis fünf MIRVs und mobiler Abschussrampe, soll ab 2010 in Dienst gestellt werden und haben eine Reichweite von bis zu 10.000 Kilometern und eine Genauigkeit CEP von 150 Metern. Zwei dieser Systeme sollen bereits im Zweiten Artilleriekorps einsatzbereit sein.
Nach US-Angaben verfügt China im Jahr 2015 insgesamt über 75 bis 100 Interkontinentalraketen und 50 bis 75 Trägersysteme (Launcher).

## Atomstreitkräfte außerhalb des NVV

### Indische Atomstreitkräfte
Die verfeindeten Nachbarstaaten Indien und Pakistan rüsteten seit den 2000er Jahren ihre Streitkräfte mit Atomwaffen auf. Über Jahrzehnte setzte sich Indien für eine atomare Abrüstung ein, jedoch änderte sich diese Haltung plötzlich 1996, als das Land sich dem von ihm mit initiierten Kernwaffenteststopp-Vertrag (CTBT) ausschied. Unter der rechten Hindupartei BJP testete das Land 1998 erstmals Atomwaffen.
Etwa 50 Sprengköpfe sollen laut Praful Bidwai (Heinrich-Böll-Stiftung) einsatzbereit sein. Die Kurzstreckenraketen sowie die Mittelstreckenrakete Agni III besitzen eine Reichweite von bis zu 5500 Kilometern und können auch mit nuklearen Sprengköpfen bestückt werden.

### Nordkoreanische Atomstreitkräfte
Seit den 1990er-Jahren arbeitet Nordkorea an seinem Atomwaffenprogramm, das der Verteidigung und als internationales politisches Druckmittel dienen soll. Verlässliche Aussagen über die tatsächlich einsetzbaren Kernwaffen sind nach Expertenmeinung schwer zu machen: Nordkorea führte immer wieder in seiner Propaganda Atomwaffen vor, nur ist ungewiss, ob diese wirklich einsatzfähig sind.
Die CIA ging 2017 von bis zu 60 Atomsprengköpfen aus. Als Trägersysteme können die Mittelstreckenrakete Taepodong-1 und die Interkontinentalrakete Taepodong-2 dienen.

### Pakistanische Atomstreitkräfte
Die pakistanischen Streitkräfte besitzen seit 1999 eine Teilstreitkraft mit taktischen Nuklearstreitkräften. Sie wurde vom pakistanischen Präsidenten Pervez Musharraf eingeführt und unterstehen dem jeweiligen Präsidenten direkt. Pakistan verwendet für seine Sprengköpfe hochangereichertes Uran (HEU), sein Bestand wurde 2014 auf 2,7–3,5 Tonnen geschätzt. Für die Anreicherung betreibt das Land Gaszentrifugen in Gadwal und Kahuta in der Provinz Punjab. Im August 2005 wurde der Marschflugkörper Hatf VII Babur erfolgreich getestet. Ein Jahr später erfolgte ein erfolgreicher Test mit einer Hatf V, deren Reichweite ca. 1300 Kilometern angegeben.
Pakistanischen Wissenschaftlern wird vorgeworfen, Wissen über Nuklearwaffen und Atommaterial an Terroristen weiter gegeben zu haben. Zwei Wissenschaftler aus dem Bereich der Plutoniumtechnologie wurden Verbindungen zu Al-Qaida vorgeworfen.

## Nukleare Teilhabe
Im Rahmen der sogenannten „nuklearen Teilhabe“ verfügen die NATO-Staaten Deutschland, Türkei, Italien, Belgien und Niederlande über Kampfflugzeuge, die mit Vorrichtungen zum Abwurf von Atombomben aus US-amerikanischen Beständen ausgestattet sind.

## Abkürzungen
- ACM – Advanced Cruise Missile (größere Reichweite als die ALCM)
- ALCM – Air-Launched Cruise Missile (luftgestützter Marschflugkörper)
- ICBM – Intercontinental Ballistic Missile (Interkontinentalrakete)
- IRBM – Intermediate-Range Ballistic Missile
- LGM – Silo-Launched Surface Attack Guided Missile
- UGM – Underwater-Launched Surface Attack Guided Missile
- MIRV – Multiple Independently Targetable Reentry Vehicles
- SERV – Safety Enhanced Reentry Vehicle
- SLBM – Strategic Submarine-Launched Ballistic Missile (vom Atom-U-Boot gestartete strategische ballistische Rakete)
- SSBN – Nuclear-Powered Strategic Ballistic Missile Submarine (Atom-U-Boot mit strategischen ballistischen Raketen)
- SSN – Nuclear-Powered Attack Submarine (Angriffs-Atom-U-Boot)
- SS – Ship Submersible (Abk. für US-U-Boote in Typenbezeichnung)